# Betreuungsverfahren
Die Entscheidung des Betreuungsgerichts über die Betreuungsanordnung nach dem deutschen Betreuungsrecht ergeht in einem Betreuungsverfahren. Dies ist ein Verfahren der freiwilligen Gerichtsbarkeit. Es gibt also keine Kläger und Beklagte, sondern nur Verfahrensbeteiligte bzw. den Betreuten als Antragsteller, wenn es um eine Betreuerbestellung auf eigenen Antrag hin geht.

## Zuständigkeit bei Gericht
Zuständig ist das Betreuungsgericht, eine Abteilung des Amtsgerichtes.
Besonderheit war bis 2017 im württembergischen Teil von Baden-Württemberg: die Funktion des Betreuungsgerichtes übernahm der zuständige Notar nach Maßgabe des damaligen § 37 des Landesgesetzes Baden-Württemberg über die freiwillige Gerichtsbarkeit.

## International zuständig
Internationale Zuständigkeit der deutschen Gerichtsbarkeit (§ 104 FamFG) für:
- deutsche Staatsangehörige, unabhängig vom Aufenthaltsort
- Ausländer mit gewöhnlichem Aufenthalt in Deutschland
- Ausländer ohne gewöhnlichen Aufenthalt in Deutschland (z. B. Durchreisender), der der Fürsorge des deutschen Gerichts bedarf. § 24 (Abs. 1 EGBGB)

Gewöhnlicher Aufenthalt ist der auf Dauer angelegte Lebensmittelpunkt (vgl. § 30 Abs. 3 SGB I)

## Örtlich zuständig
Ist in der nachgenannten Reihenfolge das Amtsgericht (in Baden-Württemberg bis 2017 im Württembergischen Rechtsgebiet das Betreuungsgericht am Notariat), in dessen Bezirk
- eine Betreuung bereits anhängig und ein Betreuer bestellt ist (§ 272 Abs. 1 Nr. 1 FamFG)
- der Betroffene seinen gewöhnlichem Aufenthalt, also auf Dauer angelegten Lebensmittelpunkt hat (§ 272 Abs. 1 Nr. 2 FamFG)
- das Fürsorgebedürfnis auftritt (§ 272 Abs. 1 Nr. 3 FamFG), hilfsweise gilt dies für alle Eilentscheidungen (§ 272 Abs. 2 Satz 1 FamFG)
- falls keine der vorgenannten Zuständigkeiten besteht (z. B. bei dauerhaften Auslandsaufenthalt), ist bei deutschen Staatsangehörigen das Amtsgericht Berlin-Schöneberg zuständig (§ 272 Abs. 1 Nr. 4 FamFG)

## Funktionell zuständig
Funktionell zuständig ist der Rechtspfleger, soweit keine Richtervorbehalte bestehen. Soweit Landesrecht es nicht anders regelt, ist für die Anordnung der Betreuung und die Auswahl des Betreuers der Betreuungsrichter zuständig. Für die Bestellung eines Ergänzungsbetreuers (§ 1817 Abs. 5 BGB) ist der Rechtspfleger zuständig. Die Bundesländer Bayern und Rheinland-Pfalz haben weitere Richtervorbehalte zugunsten von Richtern aufgehoben und in Württemberg können frühere Notare, die nun als Rechtspfleger tätig sind, ebenfslld einige sonst Richtern vorbehaltehe Entscheidungen treffen (§ 33 RpflegerG).

## Verfahrensgrundsätze
Voraussetzung für die Bestellung eines Betreuers ist, dass der Betroffene aufgrund einer psychischen Krankheit oder einer körperlichen, geistigen oder seelischen Behinderung seine Angelegenheiten ganz oder teilweise nicht besorgen kann.
Das Verfahren zur Feststellung der Betreuungsbedürftigkeit und Bestellung eines Betreuers beginnt auf Antrag des Betroffenen, von dritter Seite oder von Amts wegen. Dies bedeutet, dass jedermann dem Betreuungsgericht einen Hinweis geben kann, dass jemand einen Betreuer benötigt. Spezielle Antragsbefugnisse wie die des Staatsanwaltes im früheren Vormundschaftsrecht gibt es nicht mehr.
Die Betreuung eines Volljährigen gegen seinen eigenen Willen kann dabei nur nach der Feststellung getroffen werden, dass dem Betroffenen die Fähigkeit fehle, einen freien Willen zu bilden und die Bedeutung der Betreuung für seine Lebensgestaltung zu erkennen (§ 1814 Absatz 2 BGB; BGH, 14. Januar 2015, XII ZB 352/14). Das gilt selbst dann, wenn eine Betreuung für den Betroffenen objektiv als vorteilhaft erscheint.
Auch die Betreuungsbehörde, die nach § 9 BtOG Hinweise an das Gericht weitergeben darf, kann ein Betreuungsverfahren beim Gericht anregen, soweit dies unter Beachtung der berechtigten Interessen des Betroffenen erforderlich ist, um bspw. eine erhebliche Gefahr von ihm abzuwenden im Sinne des § 1821 Absatz 3 Nummer 1 BGB.

## Verfahrensfähigkeit des Betroffenen
In seinen eigenen Betreuungsrechtsangelegenheiten ist der Betreute immer verfahrensfähig (§ 275 FamFG). Das bedeutet, dass er innerhalb des Gerichtsverfahrens Anträge stellen, Einsicht in die Gerichtsakte nehmen (§ 13 FamfG), einen Verfahrensbevollmächtigten (z. B. einen Rechtsanwalt) bestellen und Rechtsmittel (Beschwerde) einlegen kann. Auch die Bestellung eines Verfahrenspflegers (§ 276 FamFG) ändert an dieser Verfahrensfähigkeit nichts.
Reicht der Betreute eine Beschwerde gegen die Betreuerbestellung ein, ist dabei eine Frist von einem Monat zu beachten. Zuständig ist das Landgericht. Kann sich der Betroffene im Verfahren über die Anordnung der Betreuung selbst nicht äußern, ist weiterhin zu prüfen, ob ihm ein Verfahrenspfleger zu bestellen ist, der im Rahmen dieser Pflegschaft die Rechte des Betroffenen wahrzunehmen hat.

## Bestellung eines Verfahrenspflegers
Der Verfahrenspfleger hat die Aufgabe, im Verfahren die Interessen des Betroffenen zu vertreten und kann hier Anträge stellen, Rechtsmittel einlegen und an den Anhörungen teilnehmen.
Er soll dem Betroffenen erläutern, wie das gerichtliche Verfahren abläuft, ihm Inhalte und Mitteilungen des Gerichtes erläutern. Auch soll er Wünsche des Betroffenen an das Gericht übermitteln.
§ 276 FamFG hebt besonders drei Fälle hervor, in denen in der Regel ein Verfahrenspfleger zu bestellen ist:
- wenn von der persönlichen Anhörung des Betroffenen ausnahmsweise abgesehen werden soll;
- wenn Gegenstand des Verfahrens die Anordnung einer Betreuung für alle Angelegenheiten ist;
- wenn über die Genehmigung der Einwilligung des Betreuers in eine Sterilisation (Empfängnisverhütung) (§ 1905 BGB) entschieden werden soll.

Die Bestellung von Verfahrenspflegern stieg von 91.483 im Jahre 2003 auf 92.073 im Jahre 2004 (Erhöhung um 0,65 %). Unter den bestellten Verfahrenspflegern waren 55.799 mal Rechtsanwälte (60,6 %).

## Anhörung des Betroffenen
Der Betreuungsrichter muss vor einer Entscheidung über die Bestellung eines Betreuers den Betroffenen – von wenigen Ausnahmefällen abgesehen – persönlich anhören und sich einen unmittelbaren Eindruck von ihm verschaffen (§ 278, § 279 FamFG). Dadurch soll sichergestellt werden, dass sich das Gericht hinreichend über die Persönlichkeit des Betroffenen informiert. Soweit ein Verfahrenspfleger (§ 276 FamFG) bestellt ist, soll die Anhörung in dessen Gegenwart durchgeführt werden. Das Gericht kann auch bereits in dieser Phase des Verfahrens einen Sachverständigen hinzuziehen.
Die Anhörung kann nach § 278, § 279 FamFG ausnahmsweise unterbleiben, wenn dadurch erhebliche Nachteile für die Gesundheit des Betroffenen zu befürchten sind oder der Betroffene offensichtlich nicht in der Lage ist, seinen Willen kundzutun.
Nur in sehr dringenden Eilfällen kann auch ohne Anhörung vorläufig ein Betreuer bestellt und ggf. ein Einwilligungsvorbehalt angeordnet werden, dann wird die Anhörung aber unverzüglich nachgeholt. Nach der Rechtsprechung des Bundesverfassungsgerichtes darf von voriger Anhörung nur abgesehen werden, wenn das Gericht mit anderen freiheitsentziehenden Maßnahmen beschäftigt ist, Termine in Familien- oder Zivilsachen sind aber notfalls zu verschieben.

## Vorführung zur Anhörung
Sofern der Betroffene sich weigert, an der Anhörung teilzunehmen, hat die Betreuungsbehörde ihn auf Anweisung des Gerichtes zur persönlichen Anhörung (§ 278 FamFG) und zur Untersuchung durch den Sachverständigen (§ 278 FamFG) vorzuführen.
Die zwangsweise Vorführung von Betroffenen zu Anhörungen und Untersuchungen stellt einen schweren Eingriff in die Persönlichkeitsrechte der Betroffenen dar (Art. 2 Grundgesetz). Daher muss der Grundsatz der Verhältnismäßigkeit hier besonders streng beachtet werden.

## Anhörung weiterer Personen
Auf Wunsch des Betroffenen kann eine Person seines Vertrauens an der Anhörung teilnehmen. Weiteren Personen kann das Gericht die Anwesenheit gestatten, jedoch nicht gegen den Willen des Betroffenen. Häufig handelt es sich bei diesen Personen um Mitarbeiter der Betreuungsbehörde oder den möglichen Betreuer, damit der Betroffene die Gelegenheit erhält, von diesem einen ersten Eindruck zu erhalten.
Des Weiteren sollen der Ehegatte, Lebenspartner und nahe Verwandte Gelegenheit zur Stellungnahme erhalten.

## Sozialbericht der Betreuungsbehörde
Das Betreuungsgericht kann die örtliche Betreuungsbehörde mit der Sachverhaltsaufklärung beauftragen (§ 11 BtOG). Die Betreuungsbehörde soll dann z. B. nahe Angehörige befragen und Vorschläge zur Notwendigkeit der Betreuerbestellung, etwaigen Aufgabenkreisen und zur Auswahl eines geeigneten Betreuers machen. Die Betreuungsbehörde soll auch darüber hinaus Gelegenheit zur Stellungnahme erhalten, wenn es der Sachverhaltsaufklärung dient oder der Betroffene es verlangt (§ 279 FamFG). Diese Tätigkeit wird auch als Sozialberichterstattung bezeichnet.

## Sachverständigengutachten
Die Betreuerbestellung setzt ein vom Gericht in Auftrag gegebenes Gutachten eines Sachverständigen über die Notwendigkeit der Betreuung voraus. Ein (selbst vorgelegtes) ärztliches Zeugnis, ist nur dann ausreichend, wenn der Betroffene eine Betreuerbestellung selbst beantragt. In Eilfällen genügt gleichfalls ein ärztliches Zeugnis, die Begutachtung ist aber nachzuholen.
Das Sachverständigengutachten soll Aussagen über die Notwendigkeit der Betreuung bzw. der zu genehmigenden Handlung machen (§ 280 FamfG).
Es sollte beinhalten: Sachverhalt, Vorgeschichte, Untersuchungsergebnisse, Beurteilung einschließlich einer Prognose, Zusammenfassung.
Der Sachverständige hat die betroffene Person vor der Erstattung des Gutachtens persönlich zu befragen bzw. zu untersuchen. Falls der Sachverständige in seinem Gutachten zu dem Ergebnis kommt, dass die Notwendigkeit einer Betreuung besteht, so hat er auch Aussagen dazu in seinem Gutachten zu treffen, welchen Aufgabenkreis die Betreuung umfassen und auf welche Dauer sie angelegt sein sollte.
Die Feststellung einer psychischen Krankheit oder geistigen oder seelischen Behinderung des Betroffenen als Voraussetzung der Betreuung erfordert die fachpsychiatrische Konkretisierung. Dabei müssen die Auswirkungen auf die kognitiven und voluntativen Fähigkeiten des Betroffenen genau dargelegt werden. Die allgemeine Beschreibung des Zustandes als „Altersstarrsinn“ reicht dafür nicht aus.
Die Qualifikation des Sachverständigen ist im Betreuungsverfahren (anders als im Unterbringungsverfahren) nicht gesetzlich definiert. Häufig wird es ein Medizinischer Sachverständiger sein, es können aber auch andere Berufsprofessionen als Sachverständige herangezogen werden (z. B. Psychologen, Sozialarbeiter, Sozialpädagogen, Heilpädagogen usw.). Der Sachverständige wird nach den Bestimmungen des Justizvergütungs- und Entschädigungsgesetzes (JVEG) bezahlt.
Aus § 406 ZPO folgt, dass der Gutachter abgelehnt werden kann, wenn Gründe vorhanden sind, die Misstrauen gegen die Unparteilichkeit des Gutachters rechtfertigen und die Besorgnis der Befangenheit des Gutachters begründen (§ 42 ZPO). Zum Beispiel können unsachliche Äußerungen im Vorgutachten die Besorgnis der Befangenheit begründen. Innerhalb von zwei Wochen nach Erhalt des Beweisbeschlusses des Gerichts sollte der Betroffene oder der Verfahrenspfleger (das kann ein Anwalt sein, aber z. B. auch ein sachkundiger Freund/Bekannter) bei Gericht beantragen, dass ein anderer Gutachter bestellt wird. Sollten sich die Anhaltspunkte für die Besorgnis der Befangenheit erst aus dem Gutachten selbst ergeben, kann die Ablehnung auch noch innerhalb einer angemessenen Überlegenszeit nach Erhalt des Gutachtens erfolgen (§ 406 Abs. 2 Satz 2 ZPO). Dass der Sachverständige den Betroffenen zu einem früheren Zeitpunkt, etwa im Rahmen einer geschlossenen Unterbringung, bereits behandelt hat, steht seiner Bestellung nach herrschender Auffassung nicht zwingend entgegen.

## Gutachten der Pflegeversicherung statt gerichtlichen Gutachtens
Seit dem 1. Juli 2005 ist geregelt, dass das Gericht anstelle eines eigens angeordneten Sachverständigengutachtens auch auf ein Gutachten des medizinischen Dienstes (MDK) im Rahmen der Pflegeversicherung zurückgreifen kann (§ 282 Abs. 1a FamFG). Hierdurch sollen gerichtliche Verfahren beschleunigt werden. Die Zustimmung des Betroffenen oder seines Verfahrenspflegers ist für eine entsprechende Gutachtenverwertung nötig.

## Vorführung und Unterbringung zur Begutachtung
Zur Vorbereitung des Gutachtens kann der Betroffene ggf. vorläufig auf Beschluss des Gerichtes freiheitsentziehend untergebracht werden (§ 283 FamfG). Die Vorführung hat auf Ersuchen des Gerichtes durch die Betreuungsbehörde stattzufinden. Die Unterbringung darf die Dauer von sechs Wochen nicht überschreiten. Reicht dieser Zeitraum nicht aus, um die erforderlichen Erkenntnisse für das Gutachten zu erlangen, so kann die Unterbringung bis zu einer Gesamtdauer von drei Monaten verlängert werden.

## Einstweilige Anordnungen
Das oben beschriebene Verfahren, das eine umfassende Ermittlungstätigkeit des Gerichts erfordert, nimmt gewisse Zeit in Anspruch.
Häufig muss jedoch zum Wohle des Betroffenen rasch gehandelt werden. Dann kann das Gericht in einem vereinfachten Verfahren durch einstweilige Anordnung einen vorläufigen Betreuer bestellen, einen vorläufigen Einwilligungsvorbehalt anordnen, einen Betreuer entlassen oder den Aufgabenkreis eines bestellten Betreuers vorläufig erweitern (§ 300 FamFG). Eine Entscheidung im Wege der einstweiligen Anordnung kommt nur in Betracht, falls dringende Gründe dafür vorliegen, dass die Voraussetzungen für die Betreuerbestellung oder für die Anordnung eines Einwilligungsvorbehaltes vorliegen und mit dem Aufschub Gefahr verbunden wäre. In diesen Fällen muss ein ärztliches Zeugnis über den Zustand des Betroffenen vorliegen. Der Betroffene sowie der Verfahrenspfleger, soweit ein solcher bestellt ist, müssen grundsätzlich persönlich angehört worden sein.

## Einstweilige Anordnung ist zu befristen
Eine solche einstweilige Anordnung darf die Dauer von 6 Monaten nicht überschreiten. Sie kann nach Anhörung eines Sachverständigen durch weitere einstweilige Anordnungen verlängert werden. Eilmaßnahmen dürfen keinesfalls länger als maximal 1 Jahr bestehen bleiben (§ 302 FamFG).
In besonders eiligen Fällen kann das Betreuungsgericht anstelle eines Betreuers, solange dieser noch nicht bestellt ist oder wenn er seine Pflichten nicht erfüllen kann, selbst die notwendigen Maßnahmen treffen (§ 1867 BGB). Häufig entscheidet in solchen besonders eiligen Situationen das Gericht über eine 
freiheitsentziehende Unterbringung.

## Bestellungsbeschluss
Im Bestellungsbeschluss ist aufzuführen, für wen ein Betreuer bestellt wird, der Name des Betreuers (bei Vereins- und Behördenbetreuern auch der Name des Betreuungsvereins bzw. der Betreuungsbehörde), der Aufgabenkreis des Betreuers, ob und ggf. für welchen Aufgabenkreis ein Einwilligungsvorbehalt festgelegt wurde, das Datum der Überprüfung des Bestellungsbeschlusses (spätestens nach 7 Jahren) sowie eine Rechtsmittelbelehrung (§§ 39, 286 FamFG). Separat muss vermerkt werden, wenn der Betreuer das Recht haben soll, die Post oder den Telefonverkehr des Betreuten zu beschränken (§ 1896 Abs. 4 BGB). Wird die Betreuung beruflich geführt, ist dies ebenfalls zu vermerken (§ 1836 Abs. 1 Satz 2 BGB). Der Beschluss ist dem Betreuten bekanntzugeben, seinem Verfahrenspfleger, dem Betreuer und der Betreuungsbehörde (§§ 41, 287, 288 FamFG). Ggf. sind auch andere Behörden (z. B. Wahlamt, Meldeamt) zu verständigen (§§ 308–311 FamFG) sowie das Heim, in dem der Betroffene lebt.

## Änderungen der Betreuerbeschlüsse
Nach der Entscheidung über die Betreuerbestellungen können weiteren Betreuungsverfahren notwendig werden, z. B. zur Erweiterung oder Einschränkung von Aufgabenkreisen, Anordnung oder Aufhebung von Einwilligungsvorbehalten oder Aufhebung der gesamten Betreuung, Betreuerwechsel. Grundsätzlich sind hierbei die gleichen Verfahrensregeln zu beachten, wie bei der Erstbestellung. Unter bestimmten Umständen kann auf Verfahrenshandlungen verzichtet werden, z. B., wenn Änderungen in den Aufgabenkreisen nur unwesentliche Erweiterungen darstellen oder binnen 6 Monaten erfolgen (vgl. § 293 FamFG).

## Betreuungsgerichtlichen Genehmigungen
Während der Betreuung benötigt der Betreuer für zahlreiche Rechtshandlungen eine gerichtliche Genehmigung. Auch hier sind häufig Anhörungen und Sachverständigengutachten nötig, (z. B. im Bereich der Personensorge bei Heilbehandlungen nach § 1829 BGB, bei Sterilisationen nach § 1830 BGB, bei Unterbringungen nach § 1831 BGB, bei Wohnungskündigungen nach § 1833 BGB). Auch für zahlreiche Entscheidungen im Bereich der Vermögenssorge sind Genehmigungserfordernisse vorhanden (§§ 1850 - 1858 BGB, § 299 FamFG).

## Rechtsmittel gegen gerichtliche Entscheidung
Als Rechtsmittel kommen in Betracht: die Beschwerde, die innerhalb von 1 Monat oder zwei Wochen eingelegt werden muss (vgl. §§ 58 ff, 303–304 FamFG). Welches Rechtsmittel im Einzelfall in Betracht kommt, ergibt sich aus der Rechtsmittelbelehrung des Gerichtes. Über die Beschwerde entscheidet das Landgericht. Gegen dessen Beschluss ist unter bestimmten Voraussetzungen die Rechtsbeschwerde bzw. zum BGH möglich (§ 70 FamFG).
Neben dem Betroffenen und seinem Verfahrenspfleger haben auch weitere Personen und Behörden ein Beschwerderecht, z. B. die Betreuungsbehörde.